# Abbia
Abbia: Cameroon Cultural Review (englisch), französisch Abbia: Revue Culturelle Camerounaise, war eine kameruner Literaturzeitschrift, die von 1963 bis 1982 in Yaoundé zweisprachig auf Englisch und Französisch erschien. Sie war eine Zeitschrift mit breitem literaturkritischem, essayistischem und feuilletonistischem Programm.